# La Zapata
La Zapata es una localidad peruana ubicada en el distrito de La Matanza, perteneciente a la provincia de Morropón del departamento de Piura, al norte del Perú. 

## Ubicación
La Zapata se ubica al suroeste de la provincia de Morropón, en el distrito de La Matanza, en el departamento de Piura.

## Demografía
En 2017 La Zapata tenía una población de 35 habitantes.
| Gráfica de evolución demográfica de La Zapata entre 1993 y 2017 |
|                                                                 |
| Fuentes: Población 1993 y 2017                                  |